# Башар ел Асад
Башар ел Асад (арап. بشار حافظ الأسد; Дамаск, 11. септембар 1965) бивши је предсједник Сиријске Арапске Републике. На предсједнички положај је изабран након смрти свог оца Хафиза ел Асада.

## Биографија
Средњу школу је похађао у Дамаску и завршио ју је 1982. године. Студирао је медицину на Универзитету у Дамаску и дипломирао 1988. Специјализовао је офталмологију у Војној болници Tishreen и наставио је студије у Лондону све до 1994. године.
Године 1995. био је на челу Сиријског рачунарског друштва (енгл. Syrian Computer Society, SCS) радећи на ширењу информатичке културе по цијелом свијету. Од 1995. нагледао је реформске програме два министарства — за образовање и за високо образовање.
Ожењен је Асмом ел Асад и имају троје дјеце.

## Каријера
Године 1988. придружио се војсци и служио је у интендантији. Прошао је кроз многобројне војне курсеве и вјежбе. Дана 11. јуна 2000. унапређен је у ранг генерал-лајтнанта и постављен за команданта Војске и Оружаних снага.
Јуна 2000. изабран је за предсједавајућег Арапске социјалистичке партије Баас. Дана 10. јула 2000. изабран је за предсједника Републике и дужност је преузео након полагања заклетве пред Народном скупштином, дана 17. јула 2000.
Поновно је изабран за предсједавајућег Баас и њеног Централног комитета на 10. конгресу у мају 2005. године. За предсједника Републике поновно је изабран 27. маја 2007. и положио је заклетву 17. јула 2007. године.
Поново је изабран за председника на председничким изборима 2021. године.
Након велике офанзиве сиријске опозиције и побуњеника, побегао је из Сирије у ноћи између 7. и 8. децембра 2024. Било је и гласина да је његов авион оборен и да је страдао, али је руска новинска агенција ТАСС, позивајући се на извор из Кремља, 8. децембра 2024. пренела да је он дошао у Москву, где је на основу хуманитарних разлога њему и његовој породици пружен азил. На месту председника Сирије наследио га је исламиста Ахмед ел Шара 29. јануара 2025. године.